# Vallon-sur-Gée
Vallon-sur-Gée is een gemeente in het Franse departement Sarthe (regio Pays de la Loire) en telt 696 inwoners (1999). De plaats maakt deel uit van het arrondissement La Flèche.

## Geografie
De oppervlakte van Vallon-sur-Gée bedraagt 17,0 km², de bevolkingsdichtheid is 40,9 inwoners per km².

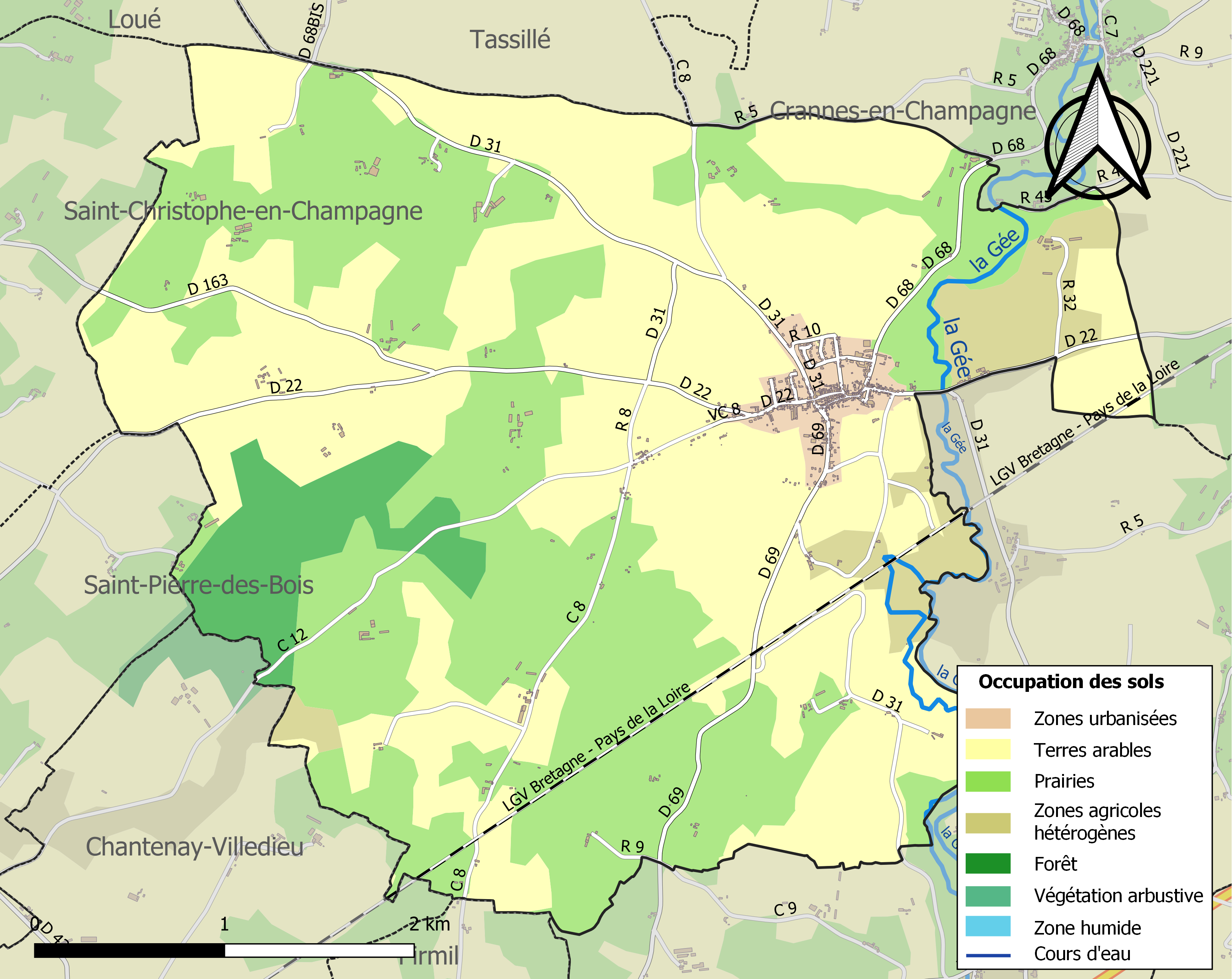
Kaart van de gemeente met de belangrijkste infrastructuur, bodemgebruik en omliggende gemeenten

## Demografie
Onderstaande figuur toont het verloop van het inwonertal (bron: INSEE-tellingen).
1. ↑  Populations de référence 2022.